# Going am Wilden Kaiser
Going am Wilden Kaiser – gmina w Austrii, w kraju związkowym Tyrol, w powiecie Kitzbühel. Według Austriackiego Urzędu Statystycznego liczyła 1897 mieszkańców (1 stycznia 2015).